# فخر الدين مبارك شاه
فخر الدين مبارك شاه ((بالبنغالية: ফখরুদ্দিন মুবারক শাহ)‏ . حكم: 1338–1349)؛ هو أول حاكم مسلم يغزو شيتاغونغ، الميناء الرئيسي لمنطقة البنغال  حكم مملكة مستقلة في المناطق الواقعة داخل شرق وجنوب شرق بنغلاديش الحديث، اختار سونارغون كعاصمة لحكمه.